# Hermann Seimetz

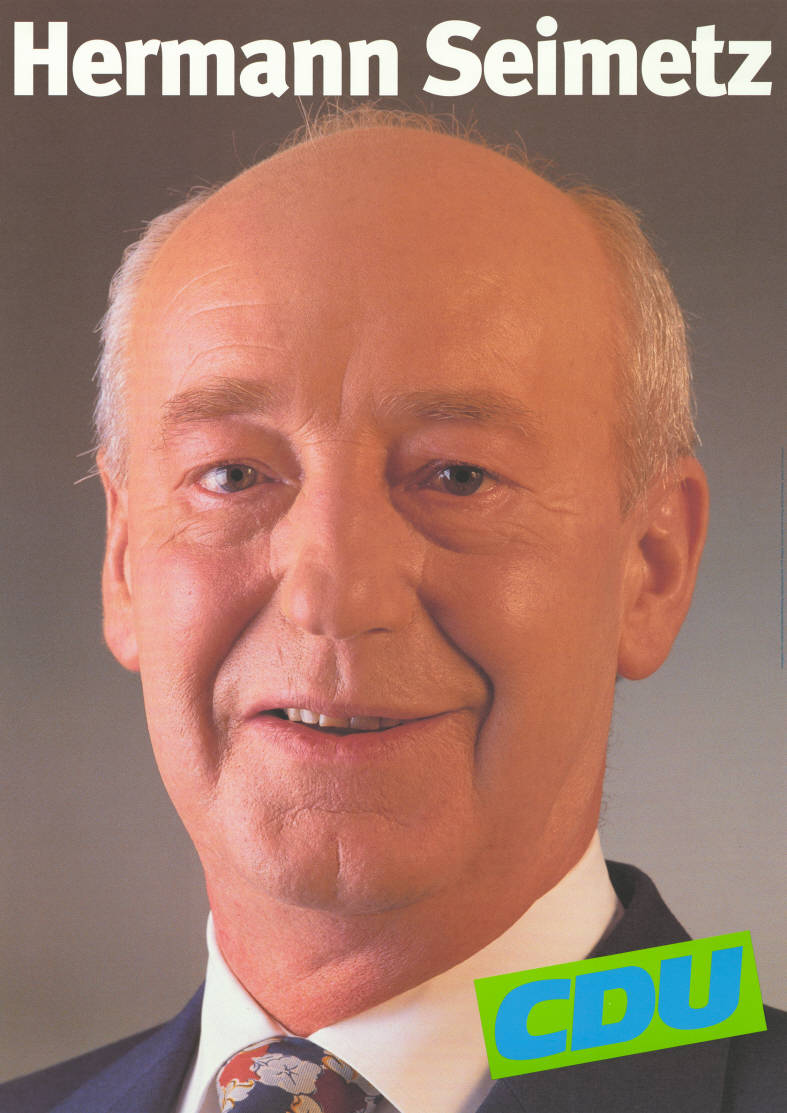
Kandidatenplakat zur Landtagswahl in Baden-Württemberg 1996

Hermann Seimetz (* 16. Januar 1938 in Kostenbach; † 27. Juli 2022) war ein baden-württembergischer Politiker und von 1980 bis 2006 Mitglied im Landtag von Baden-Württemberg.

## Biografie
Nach einer Lehre als Eisendreher von 1952 bis 1955 bildete er sich über den zweiten Bildungsweg zum Lehrer weiter und studierte an der Pädagogischen Hochschule in Weingarten von 1961 bis 1963. 1963/64 war er Lehrer in Wernau (Neckar). Ab Oktober 1964 unterrichtete er an der Messelbergschule in Donzdorf, wo er 1979 auch Rektor wurde.
Seimetz war Ehrenvorsitzender des CDU-Kreisverbandes Göppingen. Bei der Landtagswahl in Baden-Württemberg 1980 zog er als Abgeordneter für den Wahlkreis Geislingen in den Landtag von Baden-Württemberg ein, wo er 1992 stellvertretender Vorsitzender der CDU-Fraktion wurde. Bei der Landtagswahl 2006 kandidierte er nicht mehr.
Hermann Seimetz war auch Vorsitzender der Enquetekommission „Demografischer Wandel Herausforderung an die Landespolitik“ des Landtags.
Von 2006 bis 2015 war Seimetz stellvertretender Richter in der Gruppe „ohne Befähigung zum Richteramt“ am Staatsgerichtshof für das Land Baden-Württemberg.
Seimetz war verheiratet und hatte drei Kinder.

## Ehrungen
Seimetz erhielt 2006 die Verdienstmedaille des Landes Baden-Württemberg. Er war Ehrenbürger von Donzdorf.